# صلیب لیاقت جنگ (بادن)
صلیب لیاقت جنگ (به آلمانی: Kriegsverdienstkreuz) نشان نظامی بود که توسط دوک نشین بادن اهدا می‌شد. این مدال در سال ۱۹۱۶ توسط فردریک دوم، دوک بادن ساخته شد و به معمولاً به داوطلبان جنگ و رزمندگان جبهه خانگی اهدا می‌شد.

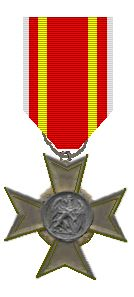
صلیب لیاقت بادن

## شکل ظاهری
صلیب لیاقت بادن از جنس برنز روکش شده با طلا و به شکل صلیب مالتی بوده‌است. وسط صلیب، مدالی از جنس نقره است که در آن تصویر شیردالی است که با دست راستش شمشیر، و با دست چپش سپری را که نشان ایالت بادن را دارد، بدست گرفته‌است. در پشت مدال هم نشان تاجدار فردریک دوم قرار دارد.